# Kanton Vandœuvre-lès-Nancy-Ouest
Der ehemalige französische Wahlkreis Vandœuvre-lès-Nancy-Ouest im Arrondissement Nancy im Département Meurthe-et-Moselle umfasste bis zu seiner Auflösung 2015 einen Teil der Gemeinde Vandœuvre-lès-Nancy. Der Rest der Gemeinde bildete den Kanton Vandœuvre-lès-Nancy-Est. Letzter Vertreter im Generalrat des Départements war von 2001 bis 2015 Marc Saint-Denis.

Kantone im Département Meurthe-et-Moselle